# Франсуа Марі Рауль
Франсуа Марі Рауль (фр. François-Marie Raoult, 10 травня 1830, Фурн-ан-Веп, Нор — 1 квітня 1901, Гренобль) — французький хімік і фізик, член-кореспондент Паризької АН (1890). З 1867 — у Гренобльскому університеті (професор з 1870). Член-кореспондент Петербурзької академії наук (1899). Досліджуючи в 1882—1888 зниження температури кристалізації, а також пониження тиску пари (або підвищення температури кипіння) розчинника шляхом уведення в нього розчиненої речовини, відкрив закон Рауля, який застосовується для визначення  молекулярних мас речовин у розчиненому стані.

## Нагороди
Наукові заслуги Рауля були відзначені в 1872 році медаллю вчених французьких товариств, потім міжнародною премією з хімії Ла Каза (французької Академії наук), премією Бієнале (також від французької академії) і медаллю Деві Лондонського королівського товариства (1892).